# خورخي ألساندري
خورخي ألساندري (بالإسبانية: Jorge Alessandri)‏ (و. 1896 – 1986 م) هو مهندس مدني، ورائد أعمال، وسياسي، ومهندس تشيلي، ولد في سانتياغو، توفي في سانتياغو، عن عمر يناهز 90 عاماً.

## مناصب
تولى منصب رئيس تشيلي (3 نوفمبر 1958–3 نوفمبر 1964)
- وزير المالية - تشيلي (2 أغسطس 1947–7 فبراير 1950)
- عضو مجلس الشيوخ التشيلي
- عضو مجلس النواب التشيلي

.

## التعليم
تعلم في جامعة تشيلي
.

## جوائز
حصل على جوائز منها:
- الصليب الأعظم لنيشان كارلوس الثالث (1964)[3]
- طوق وسام إيزابيلا الكاثوليكية (1960)[4]

## روابط خارجية
- خورخي ألساندري على موقع الموسوعة البريطانية (الإنجليزية)
- خورخي ألساندري على موقع مونزينجر (الألمانية)